# Flores (Pernambuco)
Flores  este un oraș în Pernambuco (PE), Brazilia.